# Brat Pack (acteurs)
Pour les articles homonymes, voir Brat Pack.
Brat Pack est le nom donné à un groupe d’acteurs américains des années 1980, qui sont notamment apparus à l’écran dans des films destinés à un jeune public.
Il s’agit d’un clin d’œil au fameux Rat Pack (groupe de musiciens constitué autour de Frank Sinatra dans les années 1960). L’expression Brat Pack peut être traduite par « bande de sales gosses ». L’expression est apparue pour la première fois dans un article de David Blum (en), paru le 10 juin 1985 dans New York Magazine.

## Membres
Les personnes les plus souvent citées comme appartenant au Brat Pack sont :
- Emilio Estevez,
- Anthony Michael Hall,
- Rob Lowe,
- Demi Moore,
- Mare Winningham,
- Andrew McCarthy,
- Judd Nelson,
- Molly Ringwald,
- Ally Sheedy.

D’autres acteurs, apparus dans des films avec le Brat Pack, ont été les membres auxiliaires du Pack : 
Kevin Bacon, Matthew Broderick, Tom Cruise, John Cusack, Matt Dillon, Robert Downey Jr., Jami Gertz, Jennifer Grey, C. Thomas Howell, Diane Lane, Jon Cryer, Mary Stuart Masterson, Charlie Sheen, James Spader, Kiefer Sutherland, Patrick Swayze, Elizabeth McGovern, Keanu Reeves, Ione Skye, Jennifer Connelly.

## Filmographie
Ces jeunes comédiens et comédiennes ont tourné dans de nombreux films populaires parmi lesquels :
- Class (1983)
- The Outsiders (1983)
- Seize Bougies pour Sam (Sixteen Candles) de John Hughes, 1984)
- The Breakfast Club (1985)
- St. Elmo's Fire (1985)
- Une créature de rêve (Weird Science, 1985)
- Seven minutes in heaven (1985)
- À propos d'hier soir... (About Last Night, 1986)
- Rose bonbon (Pretty in Pink, 1986)
- La Folle Journée de Ferris Bueller (Ferris Bueller's Day Off, 1986)
- Le fleuve de la mort (River's Edge, 1986)

Parmi ceux-ci, The Breakfast Club et St. Elmo's Fire, réalisés respectivement par John Hughes et Joel Schumacher, sont souvent cités comme les films fondateurs du Brat Pack.